# Mascara (Algérie)
Pour les articles homonymes, voir Mascara (homonymie).
Mascara (en arabe : مـعـسـكـر ; en berbère : ⵎⵄⴻⵙⴽⴻⵔ, prononcé localement Mʿaskar), est une commune algérienne de la wilaya de Mascara dont elle est le chef-lieu. C'est l'une des villes importantes du nord-ouest de l'Algérie.
Petite ville d'origine berbère, elle connaît une grande prospérité au XVIIIe siècle lorsqu'elle devient le siège du beylik de l'Ouest. La ville est également la capitale de l'émir Abdelkader.

## Géographie

### Localisation
Mascara se situe au nord-ouest de l'Algérie à 360 km à l'ouest d'Alger, à 97 km au sud-est d'Oran, à 89 km de Sidi Bel Abbès et 154 km de Tiaret.
Elle est localisée sur la pente sud des monts des Beni-Chougrane (dont un mamelon porte le nom de Chareb Errih, « la lèvre du vent »), qui font partie de la chaîne de l’Atlas tellien et qui dominent la plaine de Ghriss au sud.

### Communes limitrophes
| El Keurt Mamounia | Mamounia | Aïn Fares |
| El Keurt          | Mascara  | Maoussa   |
| Tizi              | Froha    | Matemor   |

### Localités de la commune
En 1984, la commune de Mascara était composée de 8 localités :
- Mascara (ville)
- Village agricole socialiste de Khessiba
- Atla
- Dehamna
- Ouled Bouhezam
- Selatna
- Ouled Bouhemna
- Ouled Aouimer

### Géologie et reliefs
Les Français ont découvert des gisements d'antimoine dans la région de Mascara au milieu du XIXe siècle. Les tribus nomades et semi-nomades des hauts plateaux utilisaient cette roche comme produit de beauté, mais aussi pour se prémunir des différents trachomes et maladies des yeux. Elle était concassée et broyée jusqu'à donner une poudre dont on tirait un collyre, le khôl.

### Climat
Le climat est steppique, la classification de Köppen est de type BSk. La température moyenne est de 17.4 °C et la moyenne des précipitations annuelles dépasse les 400 mm.
| Mois                              | jan. | fév. | mars | avril | mai  | juin | jui. | août | sep. | oct. | nov. | déc. | année |
| --------------------------------- | ---- | ---- | ---- | ----- | ---- | ---- | ---- | ---- | ---- | ---- | ---- | ---- | ----- |
| Température minimale moyenne (°C) | 4,6  | 5,9  | 7,6  | 10,1  | 13,6 | 17,5 | 21,5 | 22,4 | 18,6 | 13,9 | 8,6  | 5,7  | 12,5  |
| Température moyenne (°C)          | 8,3  | 9,8  | 11,5 | 14,2  | 17,9 | 21,9 | 26,3 | 27   | 23,1 | 17,9 | 12,3 | 8,9  | 16,6  |
| Température maximale moyenne (°C) | 12,1 | 13,8 | 15,5 | 18,4  | 22,2 | 26,3 | 31,2 | 31,6 | 27,6 | 21,9 | 16   | 12,2 | 20,7  |
| Précipitations (mm)               | 37   | 41,4 | 39,6 | 25,5  | 24,7 | 3,7  | 2,5  | 3,3  | 16,7 | 26,7 | 45   | 42,7 | 308,8 |

| Diagramme climatique                                  |             |             |              |              |             |             |             |              |              |         |             |
| J                                                     | F           | M           | A            | M            | J           | J           | A           | S            | O            | N       | D           |
| 12,14,637                                             | 13,85,941,4 | 15,57,639,6 | 18,410,125,5 | 22,213,624,7 | 26,317,53,7 | 31,221,52,5 | 31,622,43,3 | 27,618,616,7 | 21,913,926,7 | 168,645 | 12,25,742,7 |
| Moyennes : • Temp. maxi et mini °C • Précipitation mm |             |             |              |              |             |             |             |              |              |         |             |

## Voies de communication et transports

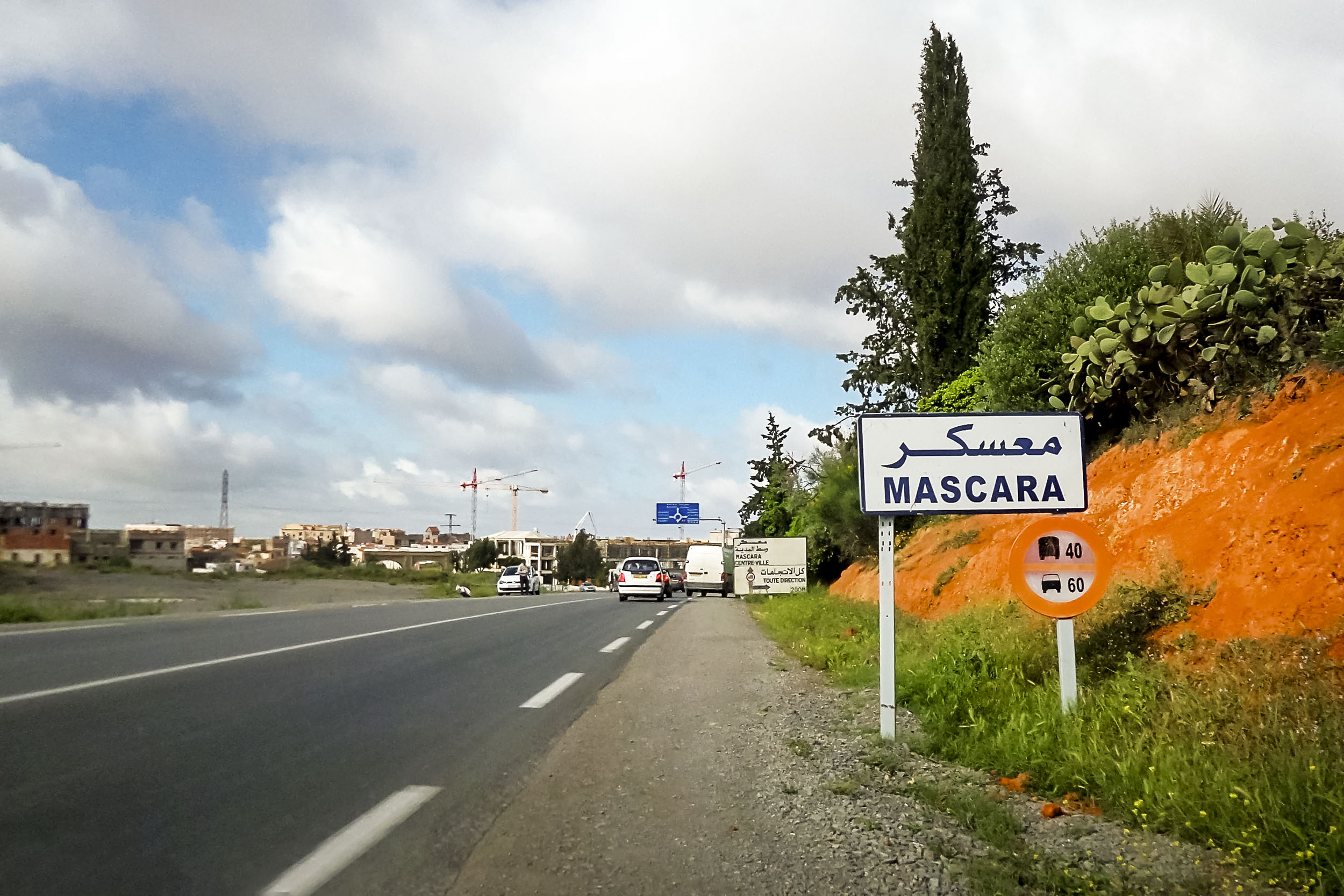
Route N7 à Mascara

### Routes
La commune est traversée par quatre routes nationales : RN6, RN7, RN14 et RN17A. Une rocade à voie unique de 13 km contourne la ville. Une pénétrante autoroutière de 43 km est en construction en 2014 pour relier la ville à l'autoroute Est-Ouest au niveau de Sig.

### Transport ferroviaire
Mascara est desservie dès 1886 par le train, grâce à un embranchement de 12 km depuis Tizi sur la ligne Arzew-Saïda. Entre 1926 et 1938, elle est aussi reliée à Sidi Bel Abbes et Tiaret. La desserte de la ville est cependant abandonnée dans les années 1980. La desserte voyageur de la gare de Tizi est abandonnée elle aussi quelques années plus tard.

### Aéroport
Mascara est desservie par l'aéroport de Ghriss, situé à environ à 20 km au sud de la ville.

## Toponymie
L'origine du nom Mascara serait la déformation d'une appellation ancienne, soit Oum El Asker qui signifie « la mère des soldats », soit Mo'asker qui désigne « le lieu où se rassemblent les soldats ». Le nom est prononcé localement, Mʿaskar. La ville se fait appeler d'abord Rachidia.

## Histoire

### Période préhistorique et Antiquité
Les vestiges de la présence humaine dans la région remontent à 400 000 ans, âge attribué aux restes de l’Homo mauritanicus découverts dans les sédiments du lac préhistorique de Tighennif.
Les Romains installent dans la plaine de Ghriss de nombreux postes militaires et construisent une voie de communication stratégique. Certains auteurs situent la ville sur le site d'un établissement romain, Victoria, mais aussi Castra Nova, cette dernière correspondant toutefois plutôt à Mohammadia.

### Dynasties arabo-berbères
Au départ des Romains, la plaine de Ghriss est parcourue par des Berbères nomades, les Béni Rached. Mascara est une petite ville berbère d’origine assez ancienne. Au dire d’Al-Bakri, il y a parmi ses habitants des gens venus de Tahert, qui se fixent à Ifgan. Ibn Hawqal et Al Idrissi mentionnent Mascara comme un grand village bien arrosé et riche en fruits.
Elle est une ville des tribus zénètes et principalement le foyer des Béni Rached. Vers le Xe siècle, les Banou Ifren fondent Ifgan ou Fekkan au sud-ouest de Mascara durant la guerre contre les Fatimides.
Les Almoravides conquièrent la ville en 1070-1072. Les Almohades y construisent, semble-t-il, une forteresse. Les Zianides y entretiennent un gouverneur et une garnison. Léon l'Africain note l’importance du marché qui se tient à Mascara, « l’une des villes des Béni Rachid ». On y vend une grande quantité de grains, des draps et des objets de harnachement fabriqués dans les pays. Les souverains de Tlemcen en tirent des revenus importants.
Ibn Khaldoun séjourne au sud de Mascara dans le château qui appartient à Ibn Selama. C'est là qu'il commence l'écriture de son livre El Mokadema (« Les Prolégomènes »),.

### Époque ottomane

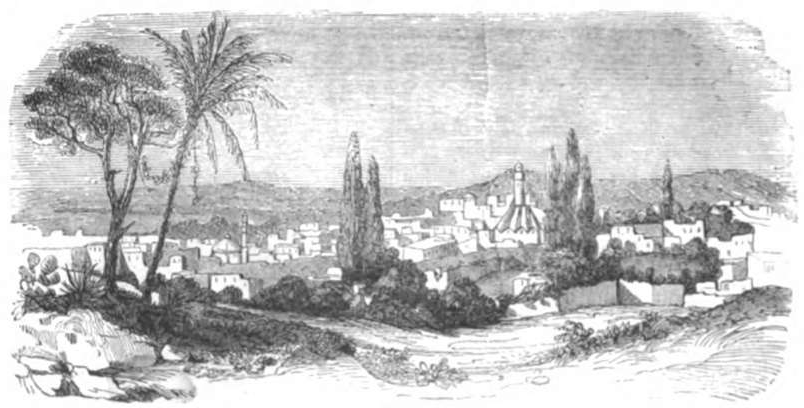
Illustration de la ville précoloniale.

Au XVIIIe siècle, sous la Régence ottomane, la ville de Mascara connaît une période de prospérité. En effet, en 1701, Mascara succède à Mazouna comme capitale du beylik de l'Ouest, car elle a une position plus centrale. Mascara prend l’aspect d’une véritable ville. Les beys y élèvent deux mosquées et une médersa, construisent une kasbah, un aqueduc et des fontaines. Ainsi, Mustapha Bouchelaghem l'agrandit, son successeur, Mustapha Lehmar, la dote de murailles, mais c'est le Mohamed el-Kebir qui y construit des mosquées, des fontaines et d'autres monuments d'utilité publique.
La fabrication de burnous et de haïks renommés dans tout le pays enrichissait les habitants. Le marché aux grains se tient sur la place, face au bordj. On y vend également des tapis de Kalaa, des laines et des burnous. Le fondouk de l'ouest vend des sabres, bois de fusil, des babouches, des mouchoirs de soie et des calicots. Quelques boutiques abritent des brodeurs de soie, or et argent. II existe aussi des tuileries et des poteries. La ville compte plusieurs enfin écoles coraniques.
La ville abrite jusqu’à 10 000 habitants dont une minorité de Juifs, et des Kouloughlis  qui se confondent avec les Maures. Ses habitants participent activement à la libération d'Oran en 1792. La ville est habitée par beaucoup de familles andalouses ayant préféré l'exil après la chute de Grenade en 1492, puis en 1609[réf. nécessaire] (date de l’expulsion générale des morisques). Les Kouloughlis et les populations non-makhzens se révoltent fréquemment au XVIIIe siècle. Une garnison demeure dans la ville après le transfert de la « capitale » à Oran en 1792.

### Époque coloniale française

#### Résistance de l'émir Abd El-Kader

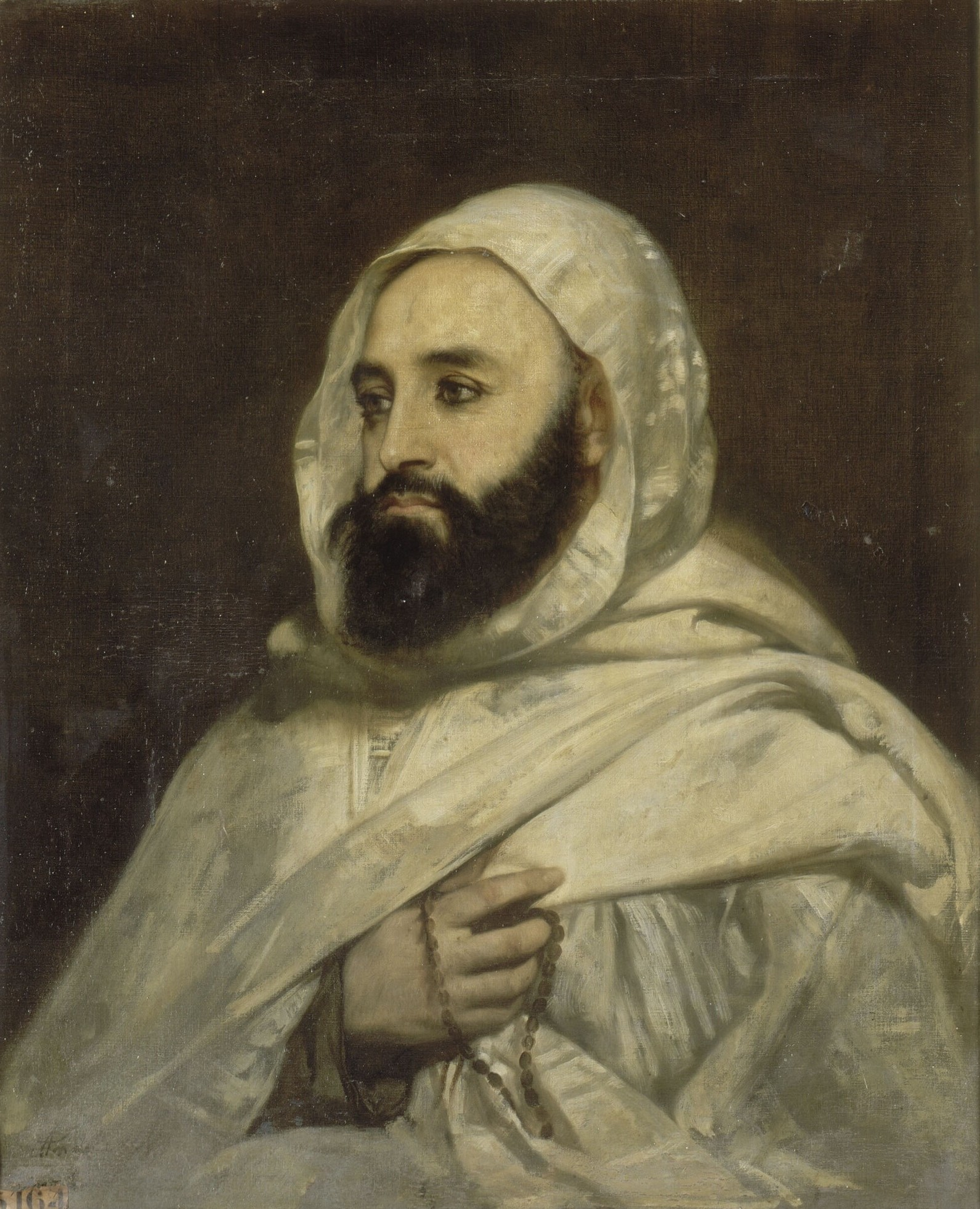
Portrait de l'émir Abd el-Kader par Ange Tissier (1852, château de Versailles).

En 1830, le corps expéditionnaire français s'empare d'Alger le 5 juillet, puis occupe quelques villes de la régence d'Alger, notamment Oran et Mostaganem en 1831. Mascara connaît un moment l'anarchie. Elle se constitue en petite république et se gouverne à l’aide d’une djemâ (conseil) choisie parmi les notables.
Un des hommes importants de la région de Mascara est le chérif Mahieddine ibn Mustapha, chef religieux de la confrérie de la Qadiriya en Oranie, dont la zaouïa se trouve à El Guettana, membre éminent de la tribu des Hachem. L'année 1832 est marquée par le siège d'Oran, auquel participent les fils de Mahieddine, notamment le jeune Abd El-Kader, né en 1808.
En novembre 1832, lors d'une réunion des chefs de la région de Mascara, Mahieddine, ne se sentant pas compétent comme chef de guerre, fait désigner comme « émir » Abd el-Kader. Il choisit pour capitale la ville de Mascara et s’installe dans le palais des beys. C'est là qu'il va appeler les tribus à s'unir et proclame la guerre aux Français. La ville est alors en plein essor : Oran et Mostaganem ont perdu une partie de leurs habitants, ce qui favorise le développement de Mascara. Par la suite, cependant, Abd el-Kader choisit de déplacer sa capitale à Tagdempt, près de Tiaret, tout en conservant le contrôle de Mascara.
En février 1834, Abd el-Kader obtient du commandant français d'Oran, le général Desmichels, la signature d'un traité par lequel il est reconnu comme « émir des Arabes » (d'Oranie). Mais le traité n'est pas entériné par le gouvernement français, qui le trouve trop favorable à Abd el-Kader, et le gouverneur général Bertrand Clauzel, nommé en juillet 1835, reprend l'offensive contre l'émir.

#### La prise de Mascara et ses conséquences

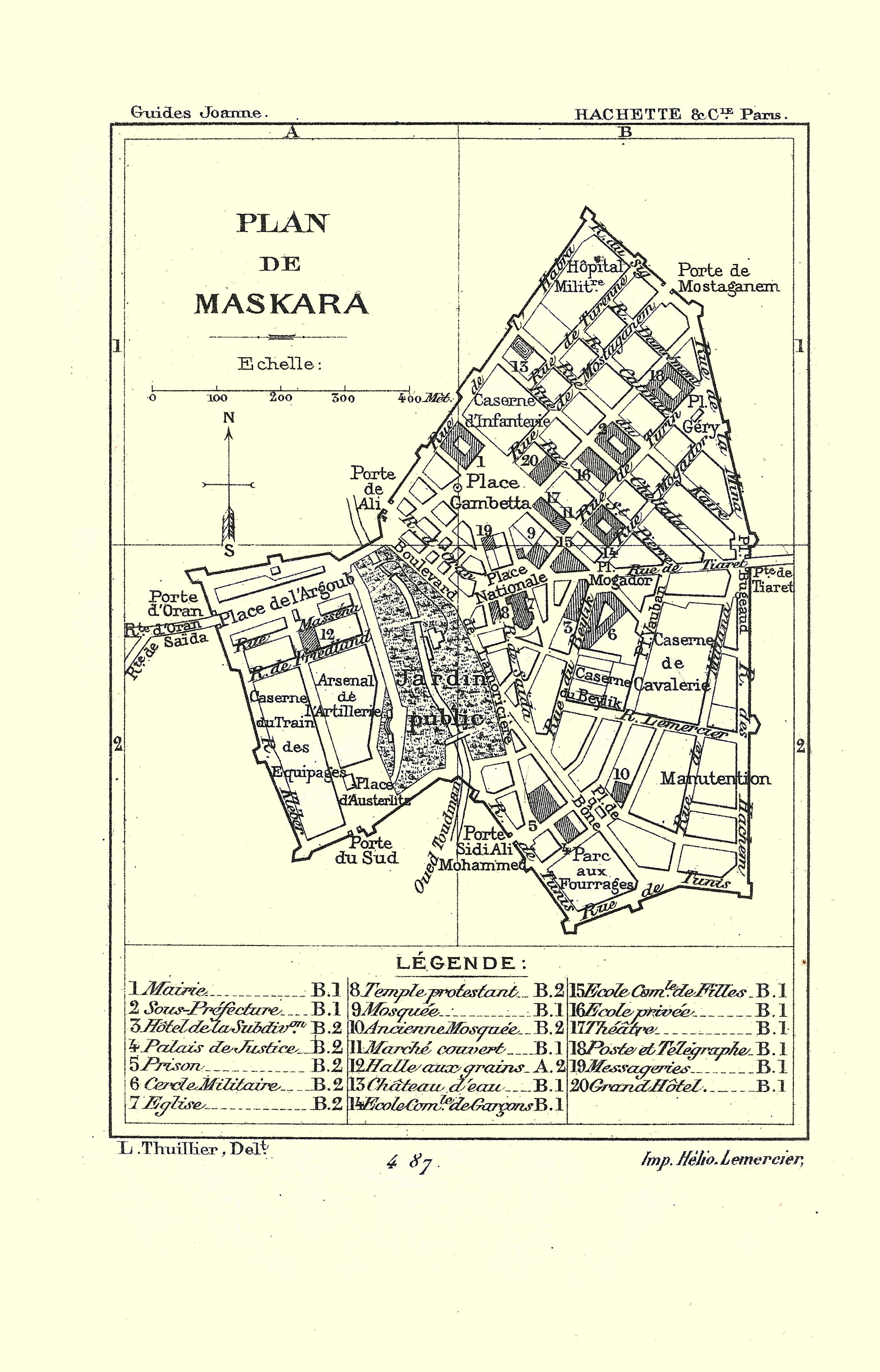
Plan de la ville en 1887.

Le 7 décembre 1835, le maréchal Bertrand Clauzel, secondé par les généraux Nicolas Oudinot, Alexandre Perrégaux et Joseph d'Arlanges, prend la ville de Mascara, dont les habitants musulmans sont tous partis en emmenant le plus de choses possible, et après avoir massacré une grande partie des Juifs. Ces Juifs, autant par leurs pratiques culturelles que par leur activité économique, étaient pourtant très bien intégrés à la vie locale. Abd el-Kader, se trouvant loin de la ville, ne peut remettre de l’ordre, les combattants se trouvant auprès de lui l’abandonnant pour participer au pillage.
Après avoir pris la ville, les troupes françaises l’incendient et la quittent immédiatement. La ville est pillée et saccagée, un grand nombre d'habitants qui sont restés sont massacrés. Le maréchal fait détruire l'arsenal et les établissements militaires d'Abdelkader et fait tomber les murailles. L'émir rentre ensuite dans la ville et la conser jusqu’au 30 mai 1841. La population reconstruit la ville.
L’intervention du jeune duc d’Orléans permet d’obtenir que les 1000 Juifs survivants accompagnent la retraite de l’armée française et échappent à un nouveau massacre. Mais ils ne peuvent suivre la progression des soldats : certains meurent en chemin, d’autres parviennent à Mostaganem ou Oran, ayant tout perdu. Un certain nombre des Juifs ayant survécu au massacre et restés à Mascara, sont ensuite enlevés par Abd el-Kader, à la fois par mesure de rétorsion contre une communauté jugée traîtresse collectivement, et pour conserver des artisans utiles à l’effort de guerre des Arabes.
En 1838, les nombreux juifs réinstallés à Mascara quittent à nouveau la ville. En 1839, lorsque la France recense les juifs de Mascara, seuls 240 d’entre eux sont restés ou revenus à Mascara.
En mai 1837, le général Bugeaud, commandant de la division d'Oran, signe un nouveau traité avec Abd el-Kader, le traité de la Tafna. La France reconnaît alors Abd el-Kader comme émir des provinces d'Oran (sauf les villes occupées par les Français) et du Titteri (Médéa). Puis la guerre reprend à partir de novembre 1839, à la suite de l'expédition des Portes de Fer (octobre 1839).

#### Développement de la colonisation

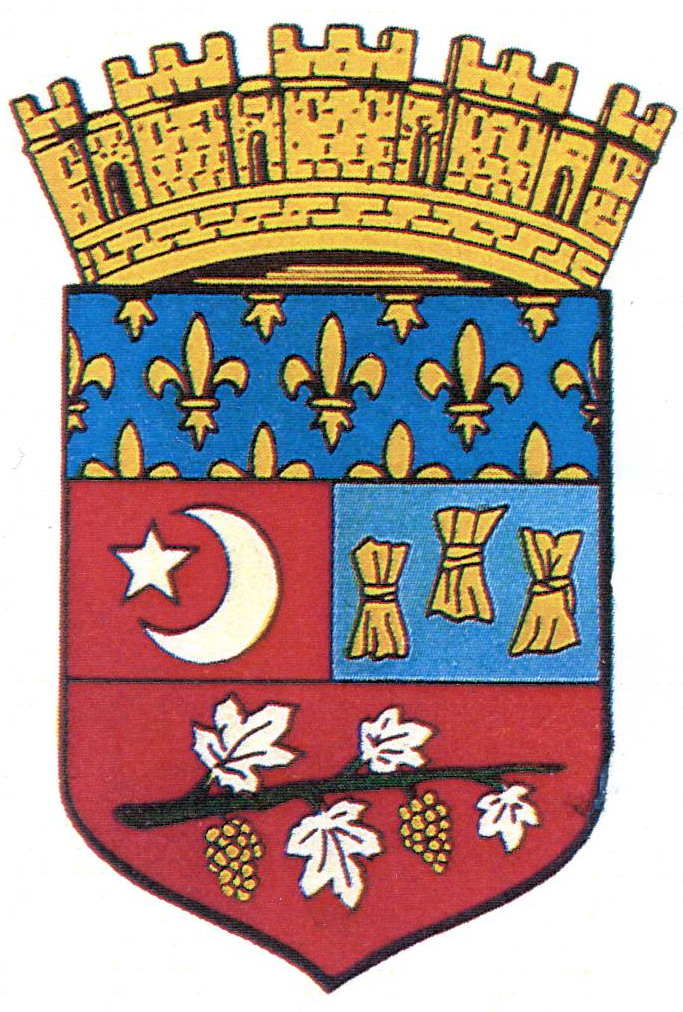
Blason de Mascara pendant la colonisation française.

La ville est reprise par le maréchal Bugeaud le 30 mai 1841. Les habitants, se rappelant les exactions de l'armée de Bertrand Clauzel, l'ont fuie. Plusieurs centaines de Juifs sont contraints de suivre Abd el-Kader dans sa fuite, et plusieurs centaines sont tués dans les combats. La communauté juive de Mascara s’élève à 345 membres en 1851.
Une ville coloniale est construite sur le site. D'abord territoire militaire, Mascara devient une sous-préfecture. Joseph Valentin Voisins d’Ambre (1805-1890) est nommé sous-préfet de 1858 à 1868.
D'après Ahmed Amiri, un îlot berbérophone continue d'exister dans la région de Mascara jusqu'en 1936. D'autres études, plus anciennes, ont constaté au contraire une très faible présence berbérophone en Oranie, constituée de rares îlots, Mascara étant arabophone.
Les colons développent la vigne sur les coteaux. Mais Mascara, détruite par la conquête, mal reliée aux ports d'Oran et de Mostaganem et mal desservie par la voie ferrée, se développe plus lentement que sa voisine de création coloniale, Sidi Bel Abbès.

### Algérie indépendante
Durant la guerre d’Algérie, un maquis du FLN s’implante autour de Mascara. Favorablement située pour ce genre de combat au pied de l'Atlas tellien, Mascara a connu un autre de ces maquis, cette fois tenu par le GIA, dans les années 1990 durant la guerre civile algérienne.
Le 18 août 1994, un tremblement de terre de 5,6 sur l'échelle de Richter cause la mort de 171 personnes.

## Administration
Mascara est la capitale du beylik de l'Ouest pendant la période ottomane. La ville est érigée en commune de plein exercice par décret du 17 juin 1854. La commune est rattachée au département de Mostaganem en 1956.
Lors du découpage administratif de 1974, Mascara accède au statut de chef-lieu de wilaya. Cette dernière regroupe 47 communes réparties sur 16 daïras, dont la plus importante est la commune de Mascara.

## Démographie
En 2008, la commune de Mascara a une population de 108 587 habitants, dont 100 728 pour le chef-lieu Mascara, 5 243 dans les agglomérations secondaires, et 2 616 en zone éparse. Elle est la commune la plus peuplée de sa wilaya.
L'agglomération formée avec le chef-lieu de la commune d'El Mamounia compte 108 629 habitants en 2008.
| 1954   | 1960   | 1966   | 1977   | 1987   | 1998   | 2008    |
| ------ | ------ | ------ | ------ | ------ | ------ | ------- |
| 30 035 | 44 839 | 36 930 | 62 301 | 67 002 | 85 626 | 108 587 |

Agglomération
- 1998 = 87 979
- 2008 = 108 629

Agglomération Chef Lieu (ACL)
- 1977 = 49 370
- 1987 = 64 691
- 1998 = 81 370
- 2008 = 100 728

Slatena
- 2008 = 3 553
- 1998 = 2 707

VSA Khessabia
- 2008 = 1 690
- 1998 = 1 549

## Enseignement

### Enseignement primaire et secondaire
La commune compte 50 écoles primaires publiques, 17 collèges (CEM) et 8 lycées publics :
- Lycée Abi Ras El Nasri
- Lycée Emir Khaled
- Lycée Cherif El Aoufi
- Lycée Baghdad Boumediene
- Lycée Djamel Eddine El Afghani
- Lycée Abdelmadjid Meziane
- Lycée Mahieddine Ben Mostafa El Rachid
- Lycée Mekyou El Maamoun.

### Enseignement supérieur
La ville abrite une université inaugurée en 2009, dénommée Université Mustapha Stambouli. Elle compte 22 500 étudiants en premier et deuxième cycles à la rentrée 2022.

## Urbanisme
La ville s'étend sur deux coteaux séparés par un ravin où coule l'oued Toudman et au-delà duquel s’étend vers le nord-ouest le quartier historique de Baba Ali, où les maisons à cour fermée sont organisées dans un quadrillage rigoureux. Le site urbain est par conséquent complexe. L'urbanisation s'est faite sur les plateaux, la ville européenne au centre est enfermée dans de longs murs d'enceinte de l'époque coloniale.
En tant que cité d'origine précoloniale, l'ensemble de la ville est bâtie sur la hauteur. Le contraste est grand avec sa voisine et rivale Sidi Bel Abbès, celle-ci comme la plupart des villes d'origine coloniale, est posée à plat au cœur de son bassin.

## Économie
Région à vocation agricole, le secteur agricole reste un des principaux pourvoyeurs d'emploi de la commune mais des PME émergent dans le secteur du BTP et de l’industrie, à l'image du groupe Taqa Invest qui a débuté dans le secteur agricole avant de devenir un acteur important dans la distribution de carburants sous la marque Petroser.

### Agriculture
71 % du territoire communal est composé de terres agricoles, soit 55 km2 dont 35 km2 dans la plaine de Ghriss.
Il s'agit principalement de culture maraîchère, de pomme de terre mais aussi de l'arboriculture et de la vigne.
Mascara est la ville des vignes plantées sur les coteaux voisins entre 600 et 800 m d’altitude sur des sols sablonneux et calcaires. La région produit les meilleurs vins d’Algérie grâce à des cépages diversifiés.

### Industrie
La ville compte une zone industrielle (170 ha) et deux zones d'activité mitoyenne (10 ha) depuis 1987. On y trouve une unité de fabrication d'emballages, Polyma Industries ou encore un torréfacteur, COMALCAF.
Depuis le milieu des années 2000, plusieurs entreprises de BTP ont vu le jour, comme le groupe Mezoughi ou l'ETP Benfreha Abdelkader.
Le groupe Taqa Invest y a une unité de fabrication des équipements de stockage et transport du GPL et carburants.

### Artisanat
La ville abrite des artisans du cuivre, du bois et du tapis.

## Religion et culture

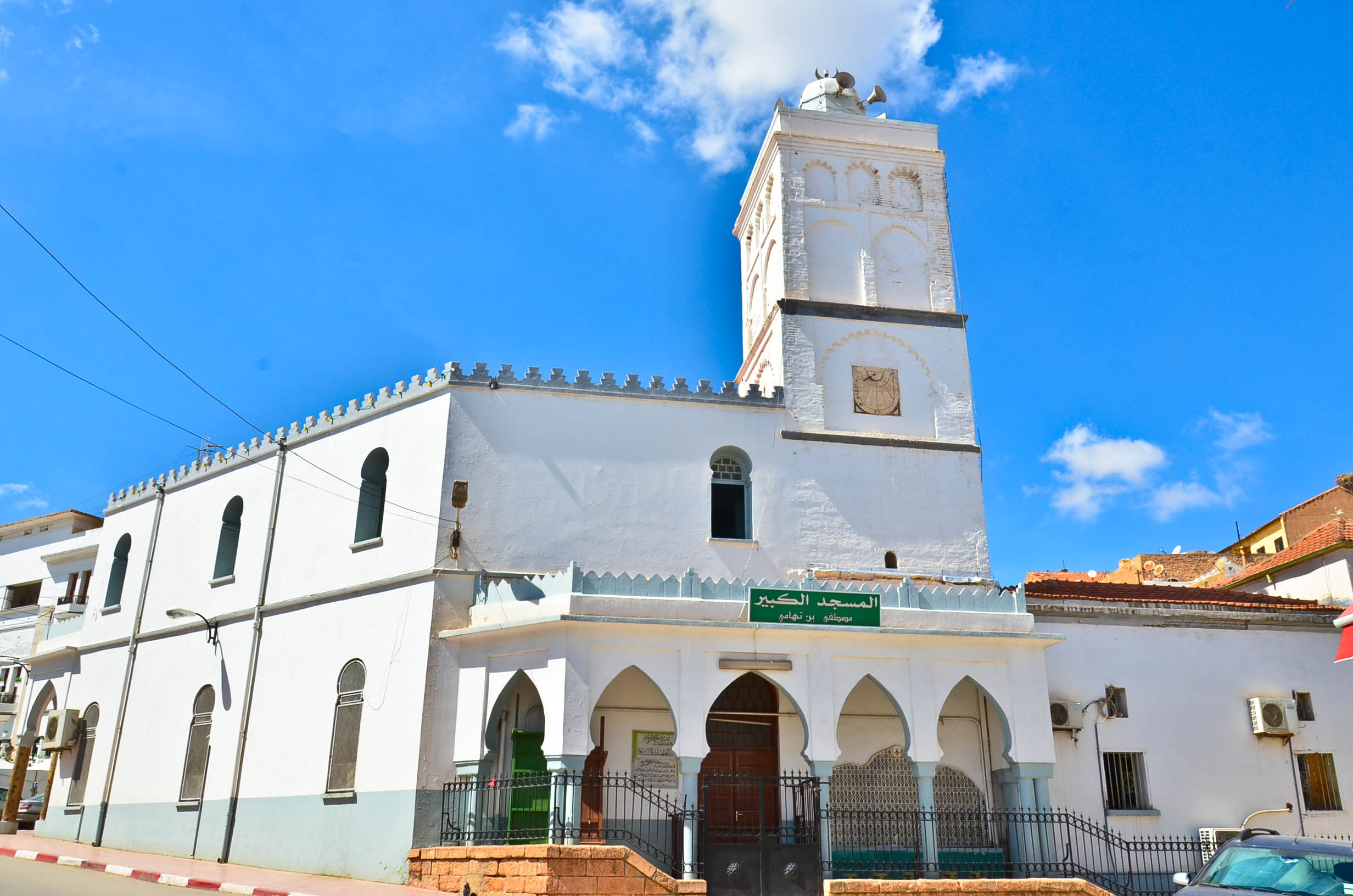
Mosquée Djemaâ El-Kebir.

De la fin du XIVe siècle au début du XVe, la confrérie Qadiriyya fit son apparition en Algérie, son fondateur est Abdelkader al-Jilani (1079-1166). Les adeptes de ce courant soufi se fixèrent à Mascara et à Tlemcen vers 1466 après la reconquête de l’Espagne par les chrétiens. Dans la région de Mascara, on comptait de nombreuses zaouïas qui consacrent leurs activités à l’enseignement religieux. L’ordre des Qadiriyya donna naissance à la zaouïa de Sidi Mahieddine, le père de l'Émir Abdelkader
C’est sous la férule de la zaouïa Kadiriya de Mascara que l’émir Abd el-Kader engagea la lutte contre les Français. Les débuts de la colonisation française correspondent à la période de la fondation des zaouïas d’obédience chadeliya. Tandis que l’armée de Bugeaud achevait ses conquêtes, un grand nombre de cheikhs prestigieux de zaouïas des tarika chadliya et khalouatia levèrent l’étendard de la révolte.
La ville connaît son age d'or culturel durant la période ottomane. De grands savants tels que Abou Zakaria, Sid Ahmed Benal, Sidi Idaho, Sidi M'hamed Benyahia, Mustapha Rammassi, Abou Ras Ennaciri et Abdelkader Machrafi vont faire sa renommée.
La ville abrite l'association de musique algérienne citadine « Errachidia ». Fondée en 1999, elle vise la préservation, la vulgarisation et la promotion de ce patrimoine. Cet ensemble musical prend part à des manifestations culturelles nationales. Elle a été à plusieurs reprises, primée, lors des festivals nationaux de musique arabo-andalouse et ses dérivées : malouf, du hawzi ou de la sanaâ.

## Patrimoine
Ville riche d'histoire, Mascara se révèle quelque peu dépouillée aujourd'hui. L'émir Abdelkader avait ordonné, avant l'arrivée des Français, d’évacuer la ville et d'y mettre le feu puis les destructions coloniales firent le reste. Du passé subsiste peu de chose : la Grande Mosquée, et la mosquée Sidi Hassan, toutes deux du XVIIIe siècle. Cette dernière est celle que fréquentait l’émir Abd el-Kader pour prier.
Il existe également d'autres mosquées : Djamaa Imam Messelem et Djamaa Ibn El Amouma.
C’est aussi la ville qui entretient le souvenir de l’émir Abd el-Kader. Ainsi, plusieurs bâtiments datant de son époque ont été inscrits sur l'inventaire des sites et monuments classés au patrimoine algérien : le tribunal de l’Émir Abdelkader et l'état-major de l’Émir Abdelkader. Le vieux quartier de Bab-Ali conserve les vestiges du rempart en terre construit pour protéger la ville.

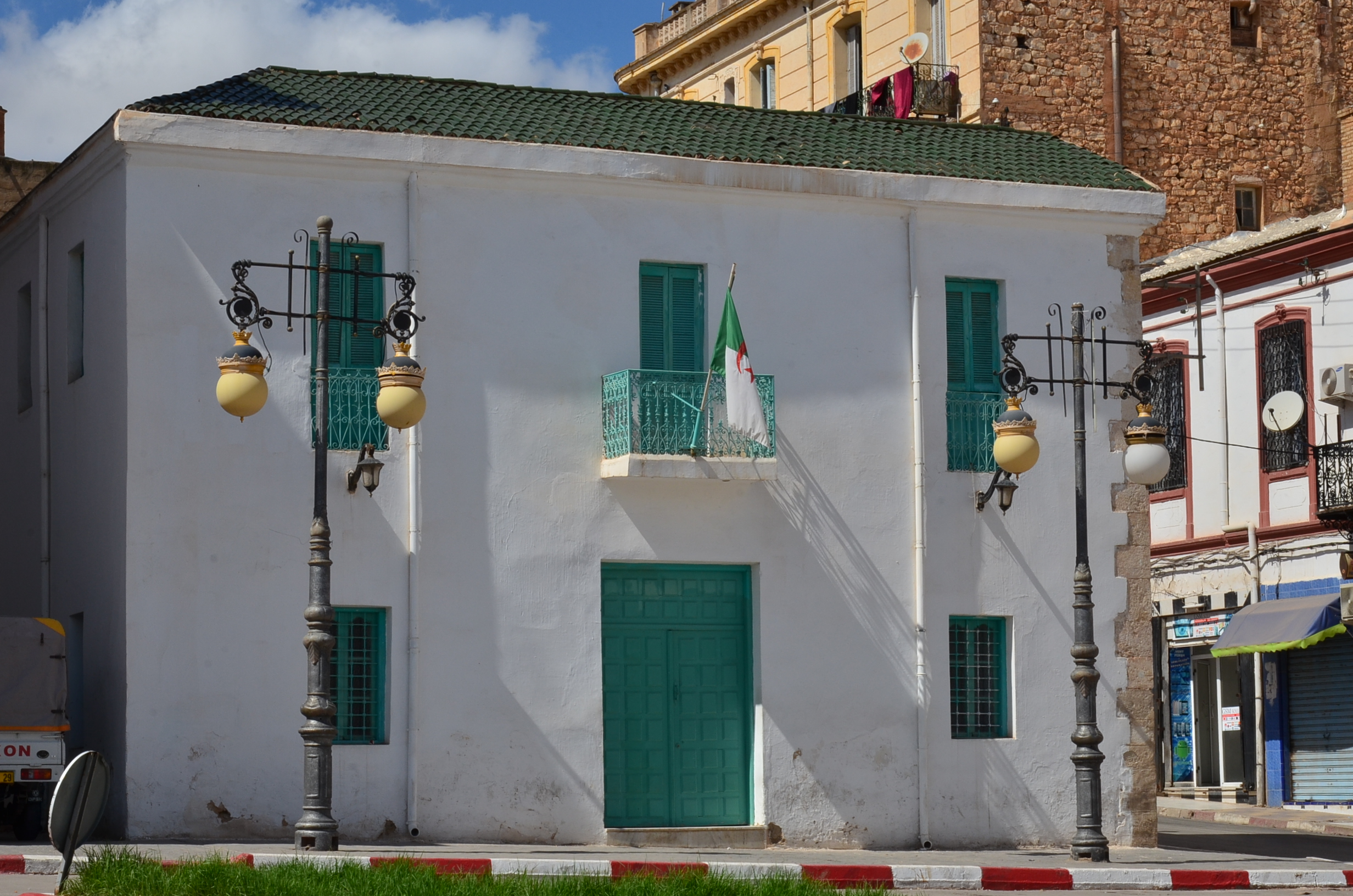
Tribunal de l’émir Abdelkader.
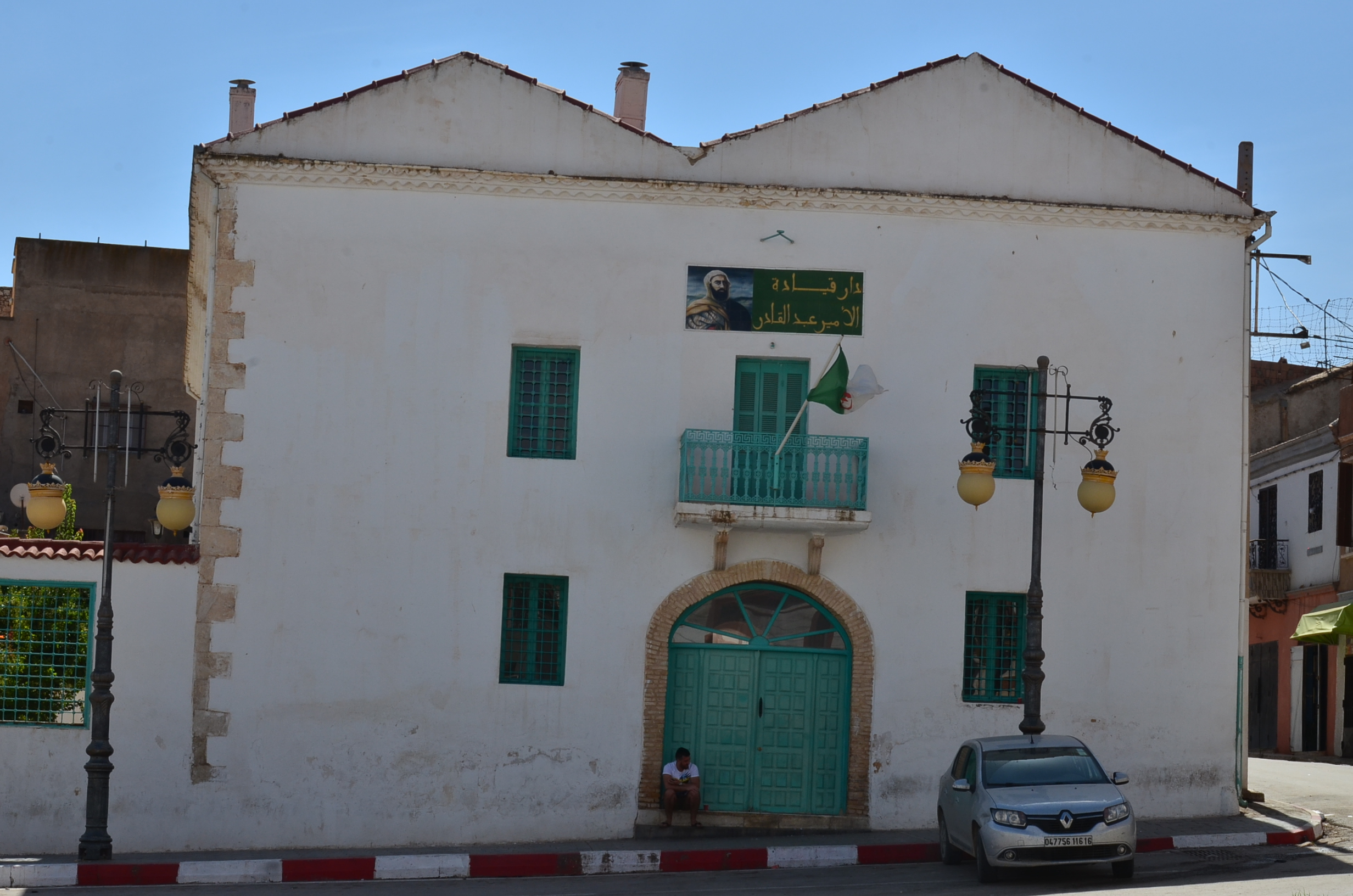
État-major de l’émir Abdelkader.
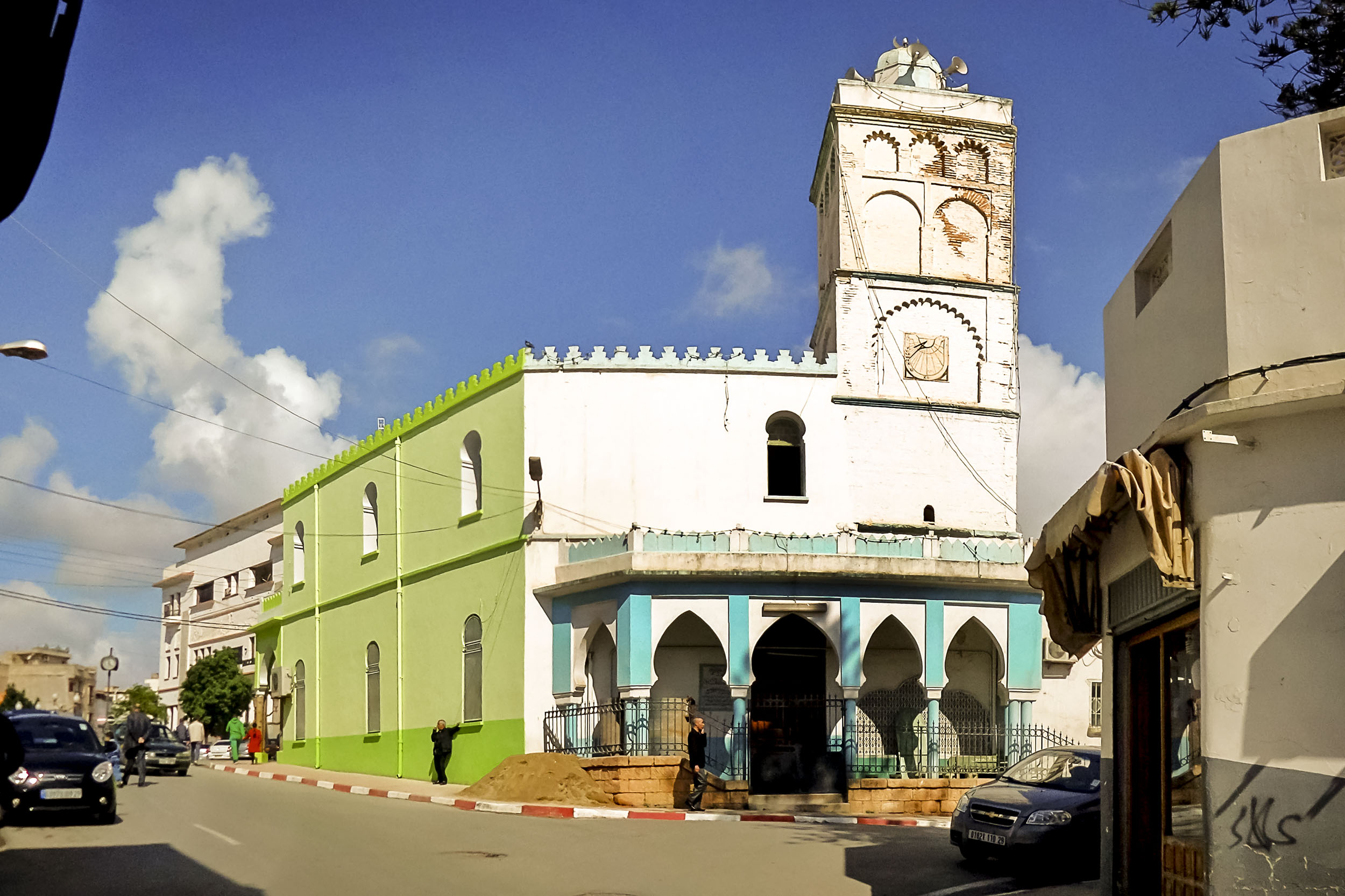
Grande mosquée.

## Sports
- Si vous ne connaissez pas le sujet, laissez ce bandeau (vous pouvez alors contacter les auteurs).
- Si vous supprimez le contenu mis en cause (vous pouvez préalablement contacter les auteurs),

argumentez précisément cette suppression dans la page de discussion
(un manque de référence n'est pas un argument ; une recherche réelle de référence doit avoir été effectuée, être formellement documentée).

### Sporting Club Mascaréen
Le Sporting Club Mascaréen (en arabe : النادي الرياضي معسكر), est le Premier club de football fondé en 1897 dans la ville de Mascara par des amateurs du sport et du football avec le temps le club est devenu un club franco-musulman. Club fondé par M. Muselli, les équipes du SCM portaient les couleurs. Le club s'établit dans le terrain du carrière des chasseurs d'Afrique.le SCM comptait de nombreuses sections. Fondé à une époque où la ville a connu une renaissance du sport.
- Le sporting club Mascaréen affilié et participer au championnat officiel de football d'Oranie (USFSA).

- Équipe de la saison 1902-1903

match du 2 mai 1903 au vélodrome d'Oran contre le Sporting Club Oranais ;
Garde but ; Camplo jules
Arrières ; Heintz Frédéric, Sarfati René
Demis ; Ricard jacques, Jaulent, Gavalda Louis,
Avants ; Clady Victor (cap), Réger Raoul, Chalom Edouard, Lecat jules, Noblet Désiré.
Remplacent ; Gérard Eugène, Pascal Fernand, Mathieu Pascal, Molinier Gaston.
- Équipe de la saison 1934-1935

match du 28 avril 1935 à 14h30 au stade du Gallia à Mascara contre le Rapide Club Mascaréen ;
Djilali I, Benaoumer, Grichtli (cap), Hmed, Soussem, Djilali II, Pipicot, Miloud, Kader, Kaddour, Bellahouel, Mokhtar, Abderrahmane.

### Joyeux Club Mascaréen
Le Joyeux Club Mascaréen (en arabe : نادي سعيد معسكر), Club de football fondé en 1898 dans la ville de Mascara par des amateurs du sport et du football a leur tête M. Canston Jauze, les équipes du JCM portaient les couleurs noir et blanc avec un croissant rose puis le club à changer les couleurs au vert et rouge. Le club s'établit dans le terrain du carrière des chasseurs d'Afrique.le JCM comptait de nombreuses sections. Fondé à une époque où la ville a connu une renaissance du sport.
- Première Conseil d'administration : président; M. Canston Jauze, vice-président ; Joseph Lopez, secrétaire ; Dessort Emile, trésorier ; Dessort Léon et Emauzy Alphonse.
- Le JC Mascaréen est l'un des cinq clubs fondateur de la première comité régional de football d'Oranie affilié a l'USFSA en juillet 1904

avec (Idéal Club Oranais, Sporting Club Oranais, CDJ Oran et CAL Oran).
- le Joyeux Club Mascaréen affilié et participer au championnat officiel de football d'Oranie (USFSA) puis affilié et participer au championnat de la Ligue d'Oran de Football Association.
- Équipe de la saison 1904-1905

match du 6 novembre 1904 au terrain des chasseurs d'Afrique à Mascara contre le Racing Club Oranais ;
Garde but ; Sanchez
Arrières ; Ricard jacques, Moya
Demis ; Emauzy Jean, Alexandre Bonrepaux, Heintz Frédéric
Avants ; Torrès Carmélo, Réger Raoul, Delpho, Michelli (cap), Lecat jules.

### Idéal Club Mascaréen
L'Idéal Club Mascaréen (en arabe : نادي مثالية معسكر), Club de football fondé dans la ville de Mascara par des amateurs du sport et du football. Le club s'établit dans le terrain du carrière des chasseurs d'Afrique
- l'Idéal Club Mascaréen affilié et participer au championnat officiel de football d'Oranie (USFSA).

### Association Sportive Mascaréen (ASM)
L'Association Sportive Mascaréen (en arabe : الجمعية الرياضية معسكر), Club de football fondé dans la ville de Mascara par des amateurs du sport et du football, les équipes de l'ASM portaient les couleurs Verts et blanc. Le club s'établit dans le terrain du carrière des chasseurs d'Afrique.
- l'Association Sportive Mascaréen affilié et participer au championnat officiel de football d'Oranie (USFSA) puis affilié et participer au championnat de la Ligue d'Oran de Football Association [39].

- Équipe de la saison 1911-1912

Garde but ; Jean Bargas
Arrières ; Breton Emmanuel, Mostefa Chariot
Demis ; Tahar Mohamed, Lunmeau Denis, Martin Auguste,
Avants ; Sarfati René (cap), Courbier Charles, Eck Gaston, Blazy Victor, Torrès Carmélo.
Remplacent ; Destruelle Paul.

### Stade Club Mascaréen (SCM)
Le Stade Club Mascaréen (en arabe : نادي ملعب معسكر), Club de football fondé dans la ville de Mascara par des amateurs du sport et du football. Le club s'établit dans le terrain du carrière des chasseurs d'Afrique.
- Première Bureau d'administration : président  M. Espijo, vice-président  M. Maestre, secrétaire  M. Jorro, directeur sportif et trésorier ; M. Vaillo.
- Équipe de la saison 1913

match d'entrainement du 1 mars 1913 au terrain des chasseurs d'Afrique contre le Football Club Musulman Mascaréen ;
Garde but ; Martino
Arrières ; Breton, Guillard,
Demis ; Vial, Géronimo, Vécido,
Avants ; Talau, Guenoun, Pérez, Jorro Raphaël, Amar.

### Avant Garde Sportive Mascara (AGSM)
L'Avant Garde Sportive Mascara (en arabe : الطليعة رياضي معسكر), créée en 1900 dans la ville de Mascara par des amateurs du sport et du football. Le 25 juin 1911, l'avant-Garde de Mascara fusion avec une autre association, les équipes de l'AGSM portaient les couleurs noir et blanc. le club surnommé "les Damiers Noir et Blanc". Antoine Greffier est élu président et reste à la tête de la société jusqu'en 1940.

### Football Club Musulman Mascaréen (FCMM)
Le Football Club Musulman Mascaréen est créé le 24 Janvier 1913 dans la ville de Mascara par des Musulmans algériens nationalistes qui étaient des amateurs du sport et du football[réf. nécessaire]. Les équipes du FCMM portaient un maillot rose et bleu.
- Première Bureau d'administration: président d'honneur ; M. Maamari Abdelkader ould Ahmed, président; M.Achille Ramos, vice-président ; M.Lakhdar Boulanouar, secrétaire ; M.Salah, secrétaire adjoint ; M.Moulay Zoubir, trésorier ; M.Lakhdar, trésorier adjoint ; M.Djini, Assesseurs ; MM.Adda Hanifi Bachir, Ali Habich, Bel Amari Ahmed, Zaaf Kalafat. Capitaine de première équipe ; M.Mostefa Chariot.[réf. nécessaire]
- Effectif de la saison 1913-1914 avec N° de Licence USFSA[43]: A158 Abdelkader Ben Saïd, A159 Bel Amari Mohamed, A160 Ben Driouche Ali, A161 BenKali Mohamed, A162 Benkeroura Mohamed, A163 Bouskrine Ben Kadour, A164 Cavalini Antoine fils, A165 Chekhal Ali, A166 Dixius Alixis, A167 Jorro Raphaël, A168 Kaddour Bow, A169 Lacombe Louis, A170 Lupy Isidore, A171 Madani Abdelkader, A172 Merzoug Dahman, A173 Mostefa Chariot, A174 Pegna Joseph, A175 Sadak Hasseb, A176 Salah Ahmed, A177 Tahar Mohamed, A178 Yadry Djilali, A179 Zerfouni Mohamed, A180 Azzedine Djilali, A181 Gomez René.

### Etoile Club Musulman Mascaréen (ECMM)
Le Etoile Club Musulman Mascaréen (en arabe : نادي نجم معسكر), club créée en 1913 dans la ville de Mascara par des Musulmans Algérien Nationalistes qui étaient des amateurs du sport et du football. les équipes de l'EMM portaient un maillot comme couleurs.

### Croissant Club Musulman Mascaréen (CCMM)
Le Croissant Club Musulman Mascaréen (en arabe : نادي هلال معسكر), club créée en 1921 dans la ville de Mascara par des Musulmans Algérien Nationalistes qui étaient des amateurs du sport et du football. les équipes de la CCM portaient un maillot comme couleurs.
- Première Bureau d'administration: président d'honneur ; M. Benchenane Mohamed ould Kaddour caïd et membre du conseil supérieur et Benchenane Bouzian clerc d'avocat, président; M.Meah Ahmed ancien brigadier d'artillerie, secrétaire ; M.Ghassoul Mohamed, trésorier ; M.Kerras Mohamed, Capitaine de première équipe ; M.Meflah Aoued.

### Ghali Club Mascara (GCM)

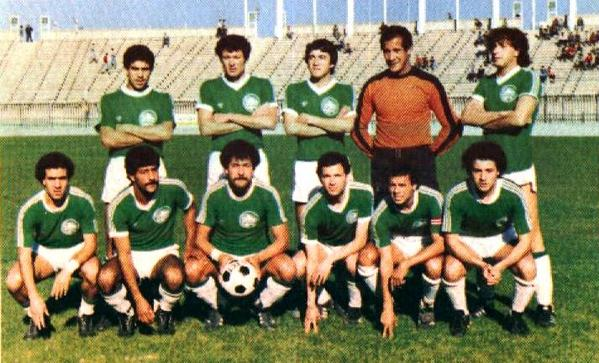
GC Mascara en 1984.

La ville de Mascara dispose d'un club de football, le Ghali Club Mascara. Le club est fondé en 1925 et, par conséquent, il est l'un des premiers clubs musulmans en Algérie française. La loi coloniale impose aux équipes musulmanes d'introduire un dirigeant et des joueurs européens dans le club : c'est le cas avec l'admission d'un Français, Louis Deharot, technicien en ponts et chaussées, car en 1924, le Gallia de Mascara, joueurs et dirigeants tous musulmans, est interdit de prendre part au championnat d'Oranie, l'USM Oran imite le GCM et est intégré dans le championnat.
Le club produit de grands joueurs de l'équipe d'Algérie de football, à l'instar de Mahi Khennane ou encore de Lakhdar Belloumi qui a participé à la coupe du monde 1982.
Le club est aussi l'un des principaux animateurs des championnats régionaux avant et après l'indépendance. Champion d'Algérie en 1984, il végète actuellement en deuxième division.

### Jeunesse Sportive Mascaréen (JSM)
La Jeunesse Sportive Mascaréen (en arabe : شبيبة رياضية معسكر), club créée dans la ville de Mascara par des amateurs du sport et du football en 1920.

### Mouloudia Club Mascaréen (MCM)
Le Mouloudia Club Mascaréen (en arabe : نادي مولودية معسكر), créée dans la ville de Mascara par des Musulmans Algérien qui étaient des amateurs du sport et du football en 1935, les équipes de la MCM portaient les couleurs rouge et blanc.la Mouloudia relancé en 2017 avec les couleurs vert et rouge et un culotte noir.

### Feth Riadhi de Mascara (FRM)
Le Feth Riadhi de Mascara (en arabe : الفتح رياضي معسكر), Club de football fondé dans la ville de Mascara par des Musulmans qui étaient des amateurs du sport et du football en 1962, les équipes du FRM portaient les couleurs Vert et noir. Le Feth Riadhi de Mascara s'établit dans le stade de Meflah Aoued.

### Olympique Sportive Mascara (OSM)
Le Olympique Riadhi de Mascara (en arabe : أولمبيك رياضي معسكر), Club de football fondé dans la ville de Mascara par des amateurs du sport et du football en 1921 sous le nom du l'Olympique Club Mascaréen,.
le club est disparu, après l'indépendance l'Olympique est refondu sous les commandes de la Société du  SN SEMPAC en 1965 jusqu'à la dissolution du club en 1986 à cause des droites d'engagement.la refondation du club en 2006, après avoir été absente des compétitions pendant des années, l'Olympique revient a ces activités sous le nom, l'Olympique Riadhi de Mascara.les équipes de l'ORM portaient les couleurs Rouge et noir. Le club s'établit dans le stade de Meflah Aoued.

### Ghali Chabab Baladiat Mascara (GCBM)
Le Ghali Chabab Baladiat Mascara (en arabe : غالي شباب بلدية معسكر), Club de football fondé dans la ville de Mascara par des amateurs du sport et du football en 1963 mais le club n'a pas fait sais engagements qu'à 1975 dans le District de Mascara, après la réforme sportive le club ses changé le nom pour devenir Ghali Chabab Baladiat Mascara en 1979, les équipes du GCBM portaient les couleurs Rouge et jaune avec un culotte noir, Le club s'établit dans le stade de Meflah Aoued.

### Ghali La gare de Mascara (GLM)
Le Ghali La gare de Mascara (en arabe : غالي محطة معسكر), Club de football fondé dans la ville de Mascara par des amateurs du sport et du football en 1991 dans le quartier la gare, les équipes du GLM portaient les couleurs Noir et jaune, Le club s'établit dans le stade de Meflah Aoued.

### Sourire de Mascara (SM)
Club de Basketball fondé dans la ville de Mascara par des jeunes qui étaient des amateurs du sport. les équipes du sourire portaient les couleurs Vert et Blanc. Le club s'établit dans le terrain du Sourire (actuellement stade Boudahri Mohamed)

### Association Sport et Loisirs de Mascara(ASLM)
Club de Basketball fondé dans la ville de Mascara par des jeunes qui étaient des amateurs du sport.les équipes du ASL portaient les couleurs rouge et noir. Le club s'établit dans le terrain du Sourire (actuellement stade Boudahri Mohamed)

### Amicale Mascaréen Club (AMC)
Club de Basketball fondé le 22 janvier 1938 dans la ville de Mascara par des jeunes qui étaient des amateurs du sport. les équipes de l'AMC portaient un maillot Bleu et jaune comme couleurs.
Siège ; Bar des Sports, place Gambetta, Mascara.
Terrain ; Stade Greffier

### Boxing-Club de Mascara (BCM)
Club de Box fondé le 17 septembre 1952 dans la ville de Mascara par des jeunes qui étaient des amateurs du sport.
Siège social 13, rue des enfants, Mascara

### Vélo-Club Mascaréen (VCM)
Club de Cyclisme fondé le 10 juillet 1896 dans la ville de Mascara par des jeunes qui étaient des amateurs du sport.
- Première Comité Directeur : président; Philippini Paul, vice-président ;Cuq Paul fils, secrétaire ; Bourlly félix, trésorier ; Jeanningros léon, Capitaine de route ; Bourlly, Lieutenant de route ; Heintz paul, Administrateur ; Roucoules Eugène, Porte fanion ; Bardou, président d'honneur ; M.Massa (maire et conseiller général).

### Boules-Club Mascaréen (BCM)
Club de Pétanque fondé dans la ville de Mascara par des jeunes qui étaient des amateurs du sport.

## Jumelages
La ville de Mascara est jumelée avec :
- Elkader (États-Unis) depuis 1984 ;
- Bursa (Turquie) depuis 1998.

## Personnalités liées à Mascara
- El-Habib Benguennoun, poète, y est né en 1761.
- Abu Ras al-Nasiri al-Maascari, Érudit et chercheur en sciences islamiques et en généalogie, il a mémorisé les hadiths du Prophète. Il est né près de Mascara, en Algérie, le 27 décembre 1751. Il est décédé le 27 avril 1823 et a été enterré à Mascara.
- Emir Abd El Kader, plus connu sous le nom de l'émir Abdelkader, homme politique, chef militaire, résistant au corps expéditionnaire des troupes d'Afrique lors de sa conquête de l'Algérie par la France, né dans les environs.
- Ahmed Ghalem, boxeur professionnel algérien, champion d'Afrique du Nord, natif de Mascara.
- Meflah Aoued (1906-1965), footballeur algérien, natif de Mascara en 1906.
- Ali Sellam, cadre aux prud’hommes de Sidi Bel Abbès, juge de la cour d'appel d'Oran et fondateur de l'Union sportive madinet Bel Abbès en 1933, y est né le 26 février 1916[48].
- Mustapha Stambouli (1920-1984), militant nationaliste algérien né et mort à Mascara, a donné son nom à l'université de la ville[49].
- Alain Afflelou, opticien et homme d'affaires français, fondateur et dirigeant de la chaîne de magasins d'optique qui porte son nom, y est né en 1948.
- Jean-Paul Enthoven, éditeur et journaliste français, y est né en 1949.
- Daniel Saint-Hamont, scénariste, écrivain, journaliste français, y est né en 1944.
- Brahim Senouci, écrivain, maître de conférences et militant algérien, y est né en 1950.
- Joseph Klifa, homme politique français, y est né en 1931.
- Paul Bensussan, docteur en médecine, psychiatre, expert national en France, expert près la Cour pénale internationale, y est né en 1957.
- Lakhdar Belloumi, joueur de football algérien, natif de Mascara en 1958.
- Mahi Khennane, footballeur franco-algérien, il a évolué en 1961 en équipe de France puis, après l'indépendance de son pays d'origine, en équipe d'Algérie, y est né en 1936.
- Fred Forest, artiste des nouveaux médias, natif de Mascara en 1933.
- Maurice Benayoun, artiste numérique, natif de Mascara en 1957.
- Yassine Hathat, athlète olympique, natif de Mascara en 1991.